# ويندي ماكفيرسن
ويندي ماكفيرسن (بالإنجليزية: Wendy Macpherson)‏ هي لاعبة البولنغ ‏ أمريكية، ولدت في 28 يناير 1968 في والنوت كريك في الولايات المتحدة.